# Ernst Bauer (Marineoffizier)
Ernst Bauer (* 3. Januar 1914 in Fürth; † 12. März 1988 in Westerland) war deutscher Marineoffizier in der Reichsmarine, der Kriegsmarine sowie der Bundesmarine.

## Leben
Bauer trat am 23. September 1933 in die Reichsmarine ein und wurde am 1. Oktober 1936 nach der Grundausbildung und der Absolvierung der Marineschule Mürwik in Flensburg-Mürwik zum Leutnant zur See befördert. Kurze Zeit darauf wurde er auf den Leichten Kreuzer Königsberg versetzt und blieb dort bis zum Januar 1938, als er sich zur U-Boot-Waffe versetzen ließ. Dort erhielt er, zur Unterscheidung von gleichnamigen Offizieren, den Spitznamen „Zwerg Bauer“.
Am 1. Juni 1938 wurde er zum Oberleutnant zur See befördert und diente zu dieser Zeit als Wachoffizier auf den Ausbildungs-U-Booten U 10 und U 37. Ab November 1938 war er Teilnehmer eines Kommandantenlehrgangs, der bis in den Januar 1940 gehen sollte.

### Zweiter Weltkrieg
In der Zeit vom April 1940 bis zum 21. März 1941 war er Kommandant des Ausbildungs-U-Bootes U 120 und erhielt eingehende Baubelehrungen bei der Flender Werft in Lübeck und der Deschimag Werft in Kiel. Er wurde am 1. März 1941 zum Kapitänleutnant befördert. Er übernahm das Kommando von U 126 am 22. März 1941 und führte mit diesem Boot fünf Feindfahrten durch, bei denen er insgesamt 25 Schiffe mit 118.660 Tonnen versenkte und vier weitere mit zusammen 31.304 Tonnen beschädigte. Sein Operationsgebiet lag dabei hauptsächlich in der Karibik und vor den Küsten Afrikas. Am 16. März 1942 wurde er mit dem Ritterkreuz des Eisernen Kreuzes ausgezeichnet.
Im März 1943 gab er das Kommando über sein Boot ab und wurde bei der 27. U-Flottille Ausbildungsoffizier. Die Führung der Flottille wurde ihm im August 1944 übertragen und das Kommando im Oktober 1944. Er wurde am 1. April 1945 zum Korvettenkapitän befördert und übernahm in den letzten Kriegstagen das Kommando über die 26. U-Flottille.
Er geriet in britische Kriegsgefangenschaft in der Marineschule Mürwik, da er zu diesem Zeitpunkt und bis zum Oktober 1945 dort im Marinelazarett Flensburg-Mürwik lag. Seine Kriegsgefangenschaft dauerte bis zum 31. Dezember 1945.

### Nach dem Krieg
In die Bundesmarine trat er am 10. Dezember 1955 ein und wurde dort bis zum Kapitän zur See befördert. Ab April 1965 war er als Fregattenkapitän Kommandeur des Marinestützpunktkommandos Kiel und war dann von Oktober 1967 bis März 1972 Kommandeur der Marineversorgungsschule. Anschließend ging er in den Ruhestand.

## Auszeichnungen
- Eisernes Kreuz (1939) II. Klasse am 8. November 1939
- Eisernes Kreuz (1939) I. Klasse im 1. August 1941
- Nennung im Wehrmachtbericht am 30. Juli 1941
- Ritterkreuz des Eisernen Kreuzes am 16. März 1942
- U-Boot-Kriegsabzeichen (1939)
- Kriegsverdienstkreuz (1939) II. und I. Klasse am 20. Juli 1944 bzw. 1. April 1945
- Bundesverdienstkreuz 1. Klasse am 10. November 1971